# Jacobo Zobel y Zangroniz
Jacobo Zobel y Zangroniz (Manilla, 12 oktober 1842 - Manilla, 7 oktober 1896) was een Duits apotheker en ondernemer in de Filipijnen. Hij is de patriarch van de prominente Filipijnse familie Zobel de Ayala. 

## Biografie
Jacobo Zobel y Zangroniz werd geboren op 12 oktober 1842 in de Filipijnse hoofdstad Manilla. Hij was de enige zoon in een gezin met drie kinderen van de Duitse immigrant Jacobo Zobel en de Spaanse Ana Zanggroniz, een dochter van een rechter van de Audiencia van Manilla. Zijn vader werkte in Manilla als apotheker, met een eigen apotheek onder de naam Botica de Don Jacobo Zobel aan Calle Real in Intramuros. Zobel y Zangroniz groeide op in Duitsland en voltooide een studie farmacie aan de Universidad Central de Madrid. Tevens studeerde hij voor bouwkundig ingenieur. Een studie die hij niet helemaal afmaakte. 
In 1863 keerde Zobel terug naar de Filipijnen. Vanaf begin 1866 nam Zobel de leiding over van de Botica van zijn vader, die in november van dat jaar op zee tussen Europa en de Verenigde Staten overleed tijdens een reis met een van zijn zussen. Zobel was in de periode van gouverneur-generaal Carlos María de la Torre enige tijd burgemeester van de stad Manilla. Zijn termijn als burgemeester eindigde op 31 december 1870. 
In 1872 werd Zobel tijdens de Cavite-muiterij opgepakt wegens vermeende medeplichtigheid. Vanwege zijn Duitse nationaliteit en tussenkomst van het Duitse consulaat kwam hij uiteindelijk vrij. Op 5 februari 1875 trouwde Zobel met Trinidad Ayala de Roxas, de jongste dochter van Margarita Roxas de Ayala en haar echtgenoot Antonio de Ayala. Het koppel reisde nadien naar Japan, waar hij enkele maanden het overheids- en onderwijssysteem bestudeerde. Aansluitend verbleven ze enige tijd in de Verenigde Staten waar ze onder meer de wereldtentoonstelling van 1876 in San Francisco bezochten. Uiteindelijk vestigden ze zich in Spanje. Daar bestuurde Zobel onder meer het transportsysteem.
Rond 1880 keerde Zobel terug in de Filipijnen. Daar bouwde hij enkele tijdelijk bruggen over de Pasig. Ook was namens Eiffel & Co. uit Parijs verantwoordelijk voor de Quinta Bridge en de Ayala Bridge. Op 7 juni 1881 verkreeg hij een vergunning om vijf tramlijnen aan te leggen in Manilla en omgeving. Hij begon met een tramlijn (met paardentrams) van Tondo naar Manilla, die later werd verlengd naar Malabon. 
Zobel overleed in 1896. Hij was getrouwd met Trinidad Ayala de Roxas. Samen kregen ze vijf kinderen: Fernando Antonio, de tweeling Enrique Zobel de Ayala en Alfonso (die op vijf-jarige leeftijd overleed), Margarita en Gloria (die al na enkele maanden overleed).